# Брижит Фосе
Брижѝт Фосѐ (на френски: Brigitte Fossey) e френска филмова, театрална и телевизионна актриса. 

## Биография
Родена е на 15 юни 1946 година в Туркоан. Дебютира в киното на 5-годишна възраст през 1952 г. с главната роля на Полет във филма „Забранени игри“. До началото на 2010 г. се е снимала общо в 76 филма и сериали. В България е известна също и с ролите си във филмите „Сбогом, приятелю“ (1968), „Христофор Колумб“ (1975), „Енигма“ (1983), „Ново кино Парадизо“ (1988).

## Избрана филмография
| Година | Филм                 | Оригинално заглавие   | Роля                         | Режисьор          |
| ------ | -------------------- | --------------------- | ---------------------------- | ----------------- |
| 1952   | Забранени игри       | Jeux interdits        | Полет                        | Рене Клеман       |
| 1968   | Сбогом, приятелю     | Adieu l'ami           | Доминик Аустерлиц (Ватерлоо) | Жан Ерман         |
| 1974   | Валсиращите          | Les Valseuses         | жената във влака             | Бертран Блие      |
| 1988   | Ново кино „Парадизо“ | Nuovo Cinema Paradiso | Елена Мендола                | Джузепе Торнаторе |

## Номинации
- Номинация за „Сезар“ за второстепенна роля, (1977)
- Номинация за „Сезар“ за най-добра актриса, (1978)